# Eufró d'Atenes
Eufró (en llatí Euphron, en grec antic Εὔφρων) fou un poeta còmic atenenc. L'esmenten Suides, Estobeu i diversos autors clàssics. Va florir a la primera part del segle III aC i en un fragment fa al·lusió al governant de Bitínia Nicomedes I. Encara que les seves obres tenen molta similitud amb les de la comèdia mitjana és considerat dins la nova comèdia.
Es coneixen els següents títols i se'n conserven fragments importants:
- Ἀδελφοί Αἰσχρά
- Ἀποδιδοῦσα, encara que Ateneu de Naucratis l'atribueix a Euforió de Calcis
- Δίδυμοι
- Θεῶν Ἀγορα
- Θεωροί
- Μοῦσαι
- Παρεκδιδομένη, amb el mateix títol que una obra d'Antífanes de Cios
- Συνέφηβοι